# ともさか家の憂鬱
『ともさか家の憂鬱』（ともさかけのゆううつ）は、1997年10月5日から1998年3月29日まで日本テレビで放送されていた料理バラエティ番組である。放送時間は毎週日曜 11:40 - 12:10 （日本標準時）。

## 概要
ともさかりえの冠番組。ともさかが毎回ゲストの芸能人をもてなすため、料理人のレシピを手本にして料理を作っていた。出来上がった料理は料理人本人が試食し、旨いかどうかを「本場」と「ニセ場」の2段階評価で判定していた。

## 出演者
- りえ：ともさかりえ
- パパ：関根勤
- ママ：森久美子
- 犬の声：つぶやきシロー

## エンディングテーマ
- ロマンティックはどこへ？（さかともえり（ともさかりえ））

## 放送局
- 日本テレビ - 制作局
- 青森放送
- 秋田放送
- ミヤギテレビ
- 山形放送
- テレビ新潟
- 北日本放送 - 日曜 7:30 - 8:00（放送期間、1997年10月12日 - 1998年4月5日）[1]
- テレビ金沢 - 同時ネット[2]
- テレビ信州
- 静岡第一テレビ
- 中京テレビ
- 讀賣テレビ
- 西日本放送
- 広島テレビ
- 山口放送
- 福岡放送
- 長崎国際テレビ
- 熊本県民テレビ
- 鹿児島読売テレビ
- 沖縄テレビ - 月曜 17:25 - 17:55（放送期間 1997年11月10日 - 不明）